# Parsegh Shahbaz
Parsegh Shahbaz (en armenio: Բարսեղ Շահբազ; Constantinopla, junio de 1883 – 1915) fue un abogado, activista político, periodista y columnista armenio otomano. Fue miembro de la Federación Revolucionaria Armenia. Durante el genocidio armenio, Shahbaz fue deportado hacia Çankırı y luego hacia Harput, donde murió asesinado. 

## Biografía
Parsegh Shahbaz nació en junio de 1883,  en el distrito de Boyacikoy, Constantinopla Obtuvo su educación primaria en las escuelas armenias de Mayr Varjaran, Getronagan, y Mkhitarian. Posteriormente continuó con sus estudios en Venecia, Italia en el San Lázaro de los armenios. Durante su estadía en Italia, Shahbaz conoció a Avetis Aharonián quién lo convenció para que se uniera a la Federación Revolucionaria Armenia. Shahbaz retornó a Constantinopla, en donde comenzó a publicar el periódico Tsaghig (Flor en armenio). En 1903, después del intento de homicidio del Patriarca armenio de Constantinopla Malachia Ormanian, se comenzó a acusar a la Federación Revolucionaria Armenia como los responsables del incidente. Bajo un intenso escrutinio, Shahbaz huyó a Alejandría, Egipto. En Egipto, Shahbaz se convirtió en obrero durante cinco años, mientras seguía contribuyendo en varias revistas y periódicos armenios. Entre esos diarios se encontraban Azad Khosk, Grag, el Mdrag Periodical, y Hachyun. Tras la revolución de los Jóvenes Turcos de 1908, Shahbaz volvió al Imperio otomano, en donde continuó con su activismo político. Posteriormente viajó hacia Bulgaria y luego regresó a Egipto, en donde contrajo matrimonio en 1912. Luego se trasladó hacia París, Francia para continuar con sus estudios de derecho. Mientras estaba en París, siguió colaborando en periódicos como Pro Armenia de Mikayel Varandian, y otros periódicos como Horizonte y Hayrenik.
En agosto de 1914, tras comenzar la Primera Guerra Mundial, Shahbaz regresó a Estambul bajo las órdenes de Victor Bérard para obtener el apoyo para el esfuerzo bélico de los miembros de la Federación Revolucionaria Armenia en el Imperio otomano, en nombre de la Triple Entente.

En una ocasión Shahbaz dio su opinión en contexto a los acontecimientos de la Primera Guerra Mundial:
''¡Que patética 'mentira situacional' es la política!¡Que idiota son las personas! ¿Qué es la guerra, qué es el Estado, qué es la revolución? ¿Por qué algunas personas deberían sufrir al hacer la revolución, mientras que otras buscan restringirla? ¿Alguna nación ha sido atormentada como para asesinar a los jóvenes atormentados de otra nación? ¿Quién les ha dado el derecho a una clase de individuos, al decir que este pedazo de tierra es 'suyo' o que aquel pedazo es de los 'otros'?. ¿Quién ha ofrecido esas fronteras? Ahh, la gente idiota que pasan por la vida ignorantemente, sin saber cómo vivirla, y en lugar de simplificarla, complican las cosas, cambian el sueño en dolor [de parto], y desean que los ''mares de lágrimas'' se conviertan en ''lagos de lágrimas'' a toda costa.'' 

## Asesinato
El 24 de abril de 1915, Parsegh Shahbaz fue arrestado en Estambul a mitad de la noche, como parte de la deportación de destacados intelectuales armenios durante el genocidio armenio. Según el escritor Yervant Odian, quién vivía en el piso debajo de su departamento, la esposa de Shahbaz estaba preocupada y "todavía no se había calmado" durante un largo tiempo, después de la detención de su marido.
Shahabaz fue deportado hacia Ayash junto con otros intelectuales armenios. Esté enviado a Elazığ, donde se creía que Shahbaz fue "asesinado en la ruta entre Harput y Malatya". En una carta para la señorita Zaruhi Bahri y Evgine Khachigian, Shahbaz  escribía desde Gaziantep el 6 de julio de 1915, que debido a sus pies heridos y por dolores estomacales, descansaría entre 6 y 7 días para que pudiera continuar con el recorrido que duraría entre 8 y 10 días, con destino hacia Elazığ. Pero no tenía la menor idea de por qué fue enviado a ese lugar. Según B. Vahe-Haig (Պ. Վահէ-Հայկ), sobreviviente de la masacre de Harput, Parsegh Shahbaz fue encarcelado ocho días después de la masacre en la prisión general de Mezre. Permaneció sin comida durante una semana y fue brutalmente golpeado, y finalmente es asesinado por parte de gendarmes otomanos bajo el muro de una 'fábrica'.